# Томашица (Гарешница)
Томашица је насељено место у саставу града Гарешнице у Бјеловарско-билогорској жупанији, Република Хрватска.

## Историја
До територијалне реорганизације у Хрватској, налазила се у саставу старе општине Гарешница.

## Становништво
На попису становништва 2011. године, Томашица је имала 365 становника.

## Попис1991.
На попису становништва 1991. године, насељено место Томашица је имало 414 становника, следећег националног састава:
| Попис 1991.‍  | Попис 1991.‍  | Попис 1991.‍ | Попис 1991.‍ | Попис 1991.‍ |
| ------------ | ------------ | ----------- | ----------- | ----------- |
|              |              |             |             |             |
| Хрвати       | Хрвати       |             | 378         | 91,30%      |
| Срби         | Срби         |             | 15          | 3,62%       |
| Чеси         | Чеси         |             | 10          | 2,41%       |
| Југословени  | Југословени  |             | 5           | 1,20%       |
| Мађари       | Мађари       |             | 1           | 0,24%       |
| неопредељени | неопредељени |             | 3           | 0,72%       |
| непознато    | непознато    |             | 2           | 0,48%       |
| укупно: 414  |              |             |             |             |